# Problepsis lucifimbria
Problepsis lucifimbria är en fjärilsart som beskrevs av W. Warren 1902. Problepsis lucifimbria ingår i släktet Problepsis och familjen mätare. Inga underarter finns listade i Catalogue of Life.